# Bislich
Bislich ist ein Ortsteil der Stadt Wesel, der zusammen mit den Ortsteilen Bergerfurth und Diersfordt den Stadtteil Bislich bildet. Bislich liegt mitsamt den Naturschutzgebieten Rheinaue Bislich-Vahnum und Droste Woy und Westerheide direkt am Rhein (Kilometer 825) gegenüber von Xanten. Der gesamte Stadtteil Bislich hat 2.593 Einwohner (Stand 31. Dezember 2023).

## Geografie
Der Stadtteil Bislich liegt im Nordwesten des Weseler Stadtgebiets. Er ist ländlich geprägt, im Süden und Westen durch das Rheinufer und die Rheinaue, insbesondere in der Umgebung des Dorfes Bislich durch landwirtschaftliche Nutzung und im Osten und Nordosten durch den ausgedehnten Diersfordter Wald. Der rheinnahe Bereich und der Diersfordter Wald sind jeweils in Naturschutzgebiete eingebunden. Zusätzlich befinden sich im Bislicher Gebiet mehrere Baggerseen, darunter der Diersfordter Waldsee. Unter Wesels fünf Stadtteilen ist Bislich der flächengrößte, hat jedoch die geringste Bevölkerungszahl und mit deutlichem Abstand die geringste Bevölkerungsdichte. Zum Stadtteil gehört die ehemals selbstständige Gemeinde Diersfordt, die abgesehen von ihrem kleinen Kernort und dem Diersfordter Waldsee vor allem ein ausgedehntes Waldgebiet umfasst, das sich bis an den Rand des Weseler Stadtteils Flüren erstreckt. Wie Diersfordt ist auch die kleine Siedlung Bergerfurth als eigener Ortsteil innerhalb des Stadtteils ausgewiesen, war jedoch früher Teil der Gemeinde Bislich. Neben den genannten Ortschaften liegt in Bislich eine Reihe von Bauerschaften, also ländlichen Streusiedlungen, darunter: Bergen, Feldwick, Laak, Jöckern, Loh, Mars, Marwick, Schüttwich, Steinberg, Vahnum und Vissel. Formell erfolgt daher auch eine weitere Untergliederung in Bislich-Ortskern und Bislich-Land.
| Name             | Fläche in km² | Einwohner 2023 | Einw. je km² |
| ---------------- | ------------- | -------------- | ------------ |
| Bislich-Land     | 16,09         | 430            | 27           |
| Bergerfurth      | 2,38          | 117            | 49           |
| Bislich-Ortskern | 10,67         | 1.760          | 165          |
| Diersfordt       | 7,39          | 286            | 39           |
| Gesamt           | 36,53         | 2.593          | 68           |

Vom Dorf Bislich beträgt die Entfernung zur Weseler Innenstadt über die Straße rund 12 Kilometer und Rees ist rund 15 Kilometer entfernt. Die Entfernung zum linksrheinischen Xanten beträgt in Luftlinie nur rund drei Kilometer, allerdings besteht nur im Sommer eine direkte Fährverbindung, die zudem durch den motorisierten Verkehr nicht genutzt werden kann. Aufgrund der Größe des Stadtteils weichen die Entfernungen zu den nahegelegenen Städten teils deutlich ab. Der Stadtteil Bislich grenzt im Nordwesten an die Stadt Rees mit deren Ortsteilen Haffen und Mehr, im Norden und Nordosten an Hamminkeln mit Mehrhoog und Hamminkeln, im Westen an Wesel-Flüren, im Süden entlang des Rheins an Wesel-Büderich und im Westen entlang des Rheins an Xanten.

## Geschichte
Die Besiedlung Bislichs begann im frühen Mittelalter, wovon ein großes Gräberfeld des 6.–9. Jahrhunderts zeugt. Aus dem 7. Jahrhundert stammen einige sehr reiche Bestattungen, u. a. das einer Frau mit einem Wagen. Möglicherweise ist die zum Gräberfeld gehörige Siedlung identisch mit dem Ort Lippeham, den Karl der Große zwischen 799 und 810 mehrfach besuchte. Somit wäre dies auch der Ort, an dem Karls Elefant Abul Abbas verstarb. Im Laufe der Jahrhunderte entwickelte sich ein Dorf von Bauern, Fischern und Schiffsleuten.
Das Rhein-Hochwasser von 1688 richtete schwere Schäden unter anderem an der katholischen Kirche St. Johannes an, deren Entstehung bis zum Jahr 1180 zurückverfolgt werden kann. Sie wurde wiedererrichtet und zu ihrem Schutz der Deich verlegt.
1729 wurde eine evangelische Kirche erbaut; 1784 richtete ein weiteres Hochwasser schwere Schäden an. Daraufhin ordnete Friedrich der Große eine künstliche Rheinverlagerung an, durch die der Bislicher Graben entstand, welcher ungefähr dem Verlauf des Rheins zum Ende des 20. Jahrhunderts entspricht. Durch diesen Eingriff entstand die Bislicher Insel, die zu den bedeutendsten Naturschutzgebieten des unteren Niederrheins zählt.

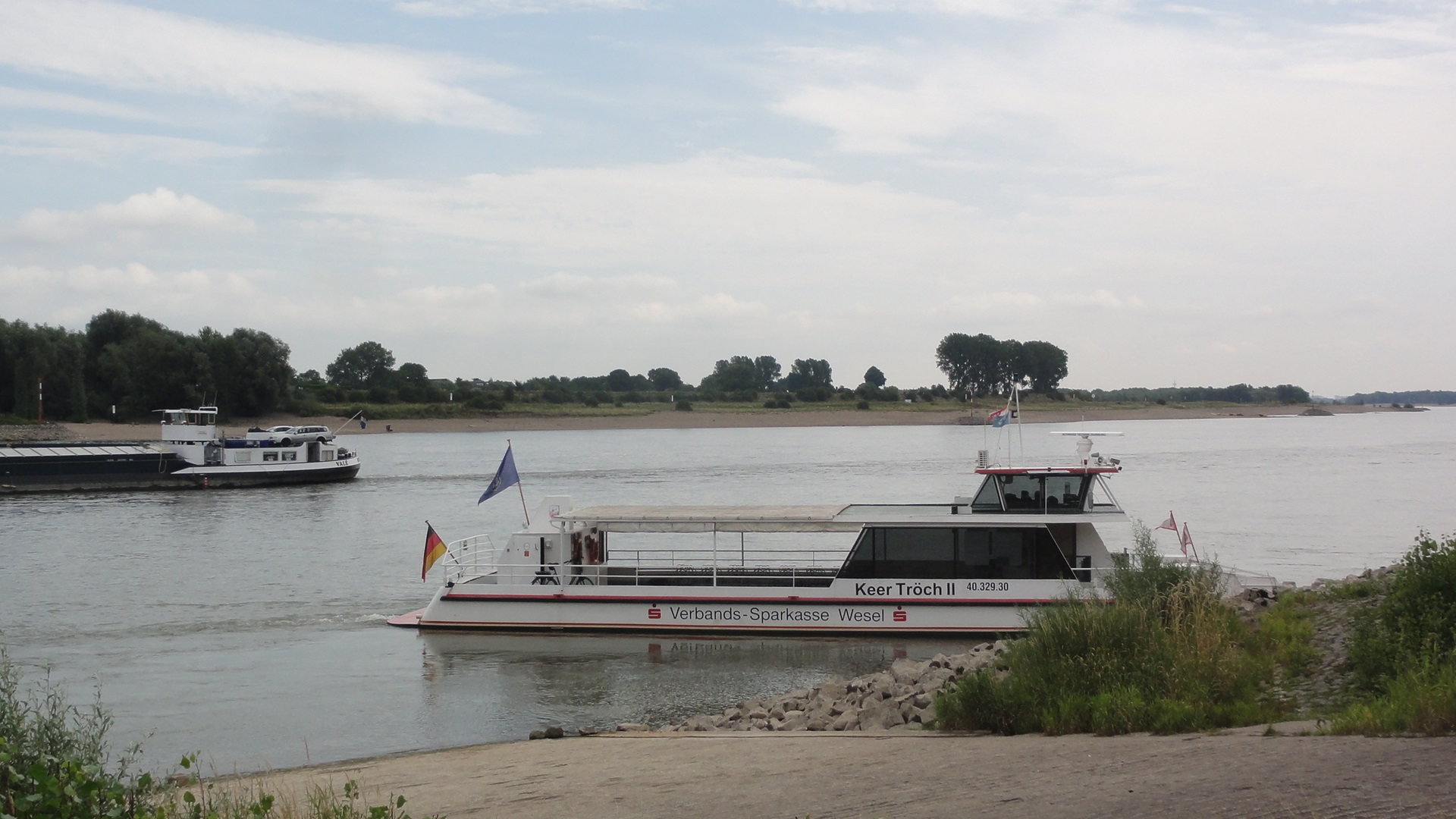
Fähre zur Bislicher Insel

1855 kam es zu einem Deichbruch, bei dem Teile Bislich überflutet wurden und letztmals Hochwassertote zu beklagen waren.
1912 erreichte die elektrische Versorgung Bislich, zwei Jahre später nahm die Kleinbahn Rees-Bislich-Wesel den Betrieb auf. 1991 wurde die bereits im 12. Jahrhundert erwähnte Fährverbindung Bislich – Xanten wieder aufgenommen.
Kommunalpolitisch gehörte Bislich von 1816 bis 1927 zur Bürgermeisterei Ringenberg, dann bis 1974 zum gleichnamigen Amt und bildet seit dem 1. Januar 1975 einen Stadtteil von Wesel.
Im Jahr 1987 wurde Bislich beim Wettbewerb Mein Dorf soll schöner werden Golddorf auf Kreisebene und Silberdorf auf Landesebene. 1991 wurde Bislich erneut Golddorf auf Kreisebene und Bronzedorf auf Landesebene.

## Wappen
Blasonierung: Im geteilten Schild oben in blau wachsend in silber (weiß) der hl. Johannes, Evangelist, mit einem Buch und einem Kelch mit Schlange; unten in rot ein halbes silbernes (weißes) Schildchen an der Teilungslinie, überlegt mit einer halben goldenen (gelben) Lilienhaspel.
Bedeutung: Das Wappen ist dem alten Schöffensiegel Bislichs entnommen. Die untere Hälfte des Schildes enthält die Lilienhaspel, auch Glevenkreuz oder Lilienkreuz genannt, des Wappens der Herzöge von Kleve, zum Zeichen der Zugehörigkeit der Gemeinde Bislich zum Herzogtum Kleve.

## Tourismus
Der befestigte Rheindeich und zahlreiche Fahrradwege werden von Radfahrern und Skatern genutzt. Zwischen Bislich und Xanten-Beek verkehrt die Personenfähre „Keer Tröch II“ vom 1. April bis zum 1. November mittwochs, freitags, samstags, sonntags und feiertags von 10 Uhr bis 19 Uhr, ab 1. Oktober bis 18 Uhr. Im kulturellen Bereich verfügt Bislich über das Museum Bislich, zu welchem das 1983 eingerichtete Heimatmuseum, das im Mai 2000 eröffnete Rhein-Deich-Museum und das 2006 eingeweihte Ziegelmuseum gehören.
Als touristische Besonderheit sind die Myriametersteine erwähnenswert (siehe Bild oben). Im Stadtteil Diersfordt ist das Schloss Diersfordt eine wichtige Sehenswürdigkeit und Veranstaltungsort.

Blick vom Deich über die Rheinaue nach Xanten